# Liste der Kulturdenkmäler in Villmar
Die folgende Liste enthält die in der Denkmaltopographie ausgewiesenen Kulturdenkmäler auf dem Gebiet  der Gemeinde Villmar, Landkreis Limburg-Weilburg, Hessen.
Hinweis: Die Reihenfolge der Denkmäler in dieser Liste orientiert sich zunächst an Ortsteilen und anschließend der Anschrift, alternativ ist sie auch nach der Bezeichnung, der vom Landesamt für Denkmalpflege vergebenen Nummer oder der Bauzeit sortierbar.
Kulturdenkmäler werden fortlaufend im Denkmalverzeichnis des Landes Hessen durch das Landesamt für Denkmalpflege Hessen auf Basis des Hessischen Denkmalschutzgesetzes (HDSchG) geführt. Die Schutzwürdigkeit eines Kulturdenkmals hängt nicht von der Eintragung in das Denkmalverzeichnis des Landes Hessen oder der Veröffentlichung in der Denkmaltopographie ab.

## Kulturdenkmäler nach Ortsteilen

### Aumenau
| Bild                   | Bezeichnung                               | Lage | Beschreibung | Bauzeit       | Objekt-Nr. |
| ---------------------- | ----------------------------------------- | --- | ------------ | ------------- | ---------- |
| Kath. Kirche St. Josef | Kath. Kirche St. Josef                    | Austraße 9 LageFlur: 18, Flurstück: 117/3 |              | 1954          | 52190 DDB  |
| Aumenauer Bahnhof      | Aumenauer Bahnhof                         | Bahnhof Aumenau, Eisenbahn LageFlur: 9, Flurstück: 6/2, 6/4, 6/5 |              | 1862          | 52211 DDB  |
|                        |                                           | Brückenstraße 2 LageFlur: 17, Flurstück: 95/1 |              | 1900 bis 1910 | 52195 DDB  |
| Villa                  | Villa                                     | Elkerhäuser Straße (L 3323) LageFlur: 15, Flurstück: 42 |              | 1931          | 52196 DDB  |
| Wasserhochbehälter     | Wasserhochbehälter                        | Erzstraße / Alter Weg LageFlur: 22, Flurstück: 276/8 |              | 1907          | 52198 DDB  |
|                        |                                           | Falkenbacher Straße 7 LageFlur: 17, Flurstück: 218/29 |              | 1895 bis 1905 | 52203 DDB  |
|                        |                                           | Falkenbacher Straße 10 LageFlur: 16, Flurstück: 104 |              | 1695 bis 1705 | 52205 DDB  |
| Bild gesucht BW        | Streckenwärterhaus                        | Fürfurter Straße 102 LageFlur: 7, Flurstück: 60/1 |              | 1862          | 952438 DDB |
| Bild gesucht BW        | Ehem. Bahnhof Schafstall                  | Fürfurter Straße 103 (L 3063) LageFlur: 7, Flurstück: 34/1, 34/2 |              | 1862          | 52213 DDB  |
| Bild gesucht BW        | Gesamtanlage                              | Gesamtanlage Aumenau Lage |              |               | 52187 DDB  |
| Ev. Kirche             | Ev. Kirche                                | Seelbacher Straße o. Nr. LageFlur: 22, Flurstück: 193/2 |              | 1903          | 52209 DDB  |
|                        |                                           | Seelbacher Straße 2 LageFlur: 16, Flurstück: 124 |              | 1795 bis 1805 | 52207 DDB  |
| Bild gesucht BW        | Sachgesamtheit Eisenbahn, Lahntalbahn III | Unter der Eisenbahn, Fürfurter Straße 103, 102, Fürfurter Straße, Eisenbahn LageFlur: 2, 6, 7, 8, 15, 17, Flurstück: 24, 18, 31/1, 33/3, 33/4, 34/1, 34/2, 60/1, 27, 3, 135 |              |               | 953270 DDB |

### Falkenbach
| Bild            | Bezeichnung | Lage                                                                     | Beschreibung                               | Bauzeit   | Objekt-Nr. |
| --------------- | ----------- | ------------------------------------------------------------------------ | ------------------------------------------ | --------- | ---------- |
| Bild gesucht BW | Schleuse    | Schleusenhaus, Schleuse, Lahn LageFlur: 3, Flurstück: 37, 39, 40, 41, 49 | Schleuse mit zwei Wehren und Schleusenhaus | 1856–1859 | 732319 DDB |

### Langhecke
| Bild                         | Bezeichnung                             | Lage | Beschreibung | Bauzeit                | Objekt-Nr. |
| ---------------------------- | --------------------------------------- | --- | ------------ | ---------------------- | ---------- |
| weitere Bilder               | Portal des 'Münsterstollens'            | Die Schmelz o. Nr. LageFlur: 12, Flurstück: 6                                                            |              | Anfang 20. Jahrhundert | 52225 DDB  |
| weitere Bilder               | Alte Schmelze                           | Die Schmelze, Die Schmelz, Dernbach, Der Dernbach LageFlur: 7, 12, Flurstück: 120, 122, 123, 137/1, 6, 7 |              |                        | 52224 DDB  |
| weitere Bilder               | Ehem. Haus der Dachschiefergewerkschaft | Forsthausstraße 4 LageFlur: 1, Flurstück: 10/15, 15                                                      |              | 1855 bis 1865          | 52221 DDB  |
| Gesamtanlage                 | Gesamtanlage                            | Gesamtanlage Langhecke Lage                                                                              |              |                        | 52215 DDB  |
| Kath. Pfarrkirche St. Marien | Kath. Pfarrkirche St. Marien            | Kirchstraße o. Nr., Kirchstraße 4 LageFlur: 6, 8, Flurstück: 56/21, 42/2                                 |              | 1953                   | 52222 DDB  |
| weitere Bilder               | Sog. Schieferspalthaus                  | Leistenbachstraße 25 LageFlur: 1, Flurstück: 31/2                                                        |              | 1845 bis 1855          | 52220 DDB  |
| Stollenportal                | Stollenportal                           | Leistenbachstraße 27, Im Dorf LageFlur: 9, Flurstück: 11/4, 8/1                                          |              |                        | 52217 DDB  |

### Villmar
| Bild                                    | Bezeichnung                                          | Lage | Beschreibung                                                                                  | Bauzeit                | Objekt-Nr. |
| --------------------------------------- | ---------------------------------------------------- | --- | --------------------------------------------------------------------------------------------- | ---------------------- | ---------- |
| König-Konrad-Denkmal                    | König-Konrad-Denkmal                                 | Am Kründ (Landstraße nach Runkel) LageFlur: 17, Flurstück: 31 |                                                                                               | 1894                   | 52088 DDB  |
| weitere Bilder                          | Denkmal 1870/71                                      | Am Lahnufer o. Nr. LageFlur: 32, Flurstück: 2/16 |                                                                                               | 1871                   | 52085 DDB  |
| weitere Bilder                          | Lahnbrücke                                           | Am Lahnufer o. Nr., Über Lahn Unterau, Leinpfad, Lahn (Gew. I) LageFlur: 4, Flurstück: 12, 13, 14, 32/1, 8 |                                                                                               | 1896                   | 52073 DDB  |
| weitere Bilder                          | Sog. Weyerkreuz                                      | Am Weyrer Kreuz o. Nr. LageFlur: 3, Flurstück: 121 |                                                                                               | 1769                   | 52164 DDB  |
| weitere Bilder                          | Wandererkreuz                                        | Ansbacher Berg LageFlur: 18, Flurstück: 128 |                                                                                               | 1895 bis 1905          | 52163 DDB  |
| Steinkreuz                              | Steinkreuz                                           | Arfurter Berg (Brotweg) LageFlur: 6, Flurstück: 237/1 |                                                                                               | 1741                   | 52166 DDB  |
| Bildstock (Kissel)                      | Bildstock (Kissel)                                   | Auf der Haar LageFlur: 3, Flurstück: 361 |                                                                                               | 1739                   | 52167 DDB  |
| Bild gesucht BW                         | Bildstock                                            | Bei Lamboiswies (Brotweg) LageFlur: 6, Flurstück: 224/1 |                                                                                               | 1729                   | 52169 DDB  |
| Bildstock                               | Bildstock                                            | Brotweg 7 LageFlur: 6, Flurstück: 210/56 |                                                                                               | 1729                   | 52170 DDB  |
| Bild gesucht BW                         | Villmarer-Tunnel                                     | Eisenbahn, Überlahnberg LageFlur: 5, Flurstück: 140/2, 149/6 |                                                                                               | 1860–62                | 952439 DDB |
| Bild gesucht BW                         | Sachgesamtheit Eisenbahn, Lahntalbahn III            | Eisenbahn, Bahnhof Aumenau, Bahnwärterhaus, Eisenbahn von Wetzlar nach Koblenz, Gladbach, In der Diefenbach, Lahn (Gew. I), Leinpfad, Oberauerberg, Unterau 6, Über Lahn Unterau, Überlahnberg, Eisenbahn-Verladerampe LageFlur: 4, 5, 7, 8, 9, 17, Flurstück: 57, 58, 7/2, 7/4, 7/6, 118, 128, 140/2–5, 149/6, 1, 134/2, 2/2, 5, 6, 6/4, 6/5, 7/1, 29/1, 5/1, 6/2, 7, 13/2, 21/3 |                                                                                               |                        | 953271 DDB |
| weitere Bilder                          | Mattheiser Kreuz                                     | Falkenhöhl (Limburger Weg) LageFlur: 18, Flurstück: 85 |                                                                                               | 1854                   | 52172 DDB  |
| weitere Bilder                          | Gesamtanlage                                         | Gesamtanlage Villmar Lage |                                                                                               |                        | 52062 DDB  |
| weitere Bilder                          | Wasserhochbehälter                                   | Geugen o. Nr. LageFlur: 13, Flurstück: 233 |                                                                                               | 1906                   | 52083 DDB  |
| Bild gesucht BW                         | Marmortafel                                          | Hohe Wand (Weilburger Straße) LageFlur: 6, Flurstück: 88 |                                                                                               | 1756                   | 726420 DDB |
| Bildstock                               | Bildstock                                            | Im Beckerter Pfad (Weilburger Straße) LageFlur: 6, Flurstück: 144/1 |                                                                                               | 1740                   | 52178 DDB  |
| Bildstock                               | Bildstock                                            | Im Sattel (Weyerer Weg) LageFlur: 13, Flurstück: 220/6 |                                                                                               | 1825 bis 1875          | 52179 DDB  |
| weitere Bilder                          | Jüd. Friedhof                                        | Kapellenstraße o. Nr. LageFlur: 2, Flurstück: 257 |                                                                                               |                        | 52152 DDB  |
| Steinkreuz                              | Steinkreuz                                           | Kennel Anwand (Oberbrecher Weg) LageFlur: 3, Flurstück: 339 |                                                                                               | 1725 bis 1775          | 52176 DDB  |
| weitere Bilder                          | Ehem. Lehrerwohnhaus                                 | König-Konrad-Straße 12 LageFlur: 32, Flurstück: 147 |                                                                                               | 1912                   | 52089 DDB  |
| Bild gesucht BW                         | Schleusenanlage                                      | Lahn (Gew. I), König-Konrad-Straße LageFlur: 4, 5, 17, Flurstück: 13, 34/1, 1, 29 |                                                                                               | 1850                   | 52063 DDB  |
|                                         |                                                      | Leonhardstraße 2 LageFlur: 32, Flurstück: 5/2 |                                                                                               | 1825 bis 1875          | 52092 DDB  |
|                                         |                                                      | Limburger Straße 11 LageFlur: 31, Flurstück: 333 |                                                                                               | 1745 bis 1755          | 52094 DDB  |
| weitere Bilder                          | Bildstock                                            | Links Des Niederbrecher Wegs LageFlur: 13, Flurstück: 224 |                                                                                               | 1739                   | 52174 DDB  |
| weitere Bilder                          | Sog. Unfallkreuz                                     | Links Des Runkeler Wegs (Limburger Weg) LageFlur: 17, Flurstück: 63 |                                                                                               |                        | 52175 DDB  |
| weitere Bilder                          | Mattheiser Turm                                      | Mattheiser Straße o. Nr. LageFlur: 31, Flurstück: 214/2 |                                                                                               | Ende 14. Jahrhundert   | 52097 DDB  |
| weitere Bilder                          | Stellwerk                                            | Oberau o. Nr. LageFlur: 5, Flurstück: 140/2 |                                                                                               | 1905 bis 1915          | 52076 DDB  |
| weitere Bilder                          | Bahnhofsgebäude                                      | Oberau 2, Eisenbahn, Unterau LageFlur: 4, 5, Flurstück: 4, 140/2, 140/4 |                                                                                               | 1862                   | 52077 DDB  |
| Kapelle Oberheiligenhaus (Kreuzkapelle) | Kapelle Oberheiligenhaus (Kreuzkapelle)              | Peter-Paul-Straße o. Nr. LageFlur: 3, Flurstück: 354 |                                                                                               | 1795 bis 1805          | 52109 DDB  |
| weitere Bilder                          | St. Matthias-Pforte                                  | Peter-Paul-Straße o. Nr. LageFlur: 32, Flurstück: 287/23 |                                                                                               |                        | 52100 DDB  |
| weitere Bilder                          | Kath. Pfarrhaus, Stadtmauer und Pfarrgarten          | Peter-Paul-Straße 3, Peter-Paul-Straße LageFlur: 32, Flurstück: 288/23, 303/25 |                                                                                               |                        | 52104 DDB  |
|                                         |                                                      | Peter-Paul-Straße 4 LageFlur: 32, Flurstück: 117 |                                                                                               | 1711                   | 52107 DDB  |
| weitere Bilder                          |                                                      | Peter-Paul-Straße 13 LageFlur: 32, Flurstück: 43 |                                                                                               | 1725 bis 1775          | 52125 DDB  |
|                                         |                                                      | Peter-Paul-Straße 14 LageFlur: 32, Flurstück: 103 |                                                                                               | 1779                   | 52127 DDB  |
| weitere Bilder                          | Rathaus                                              | Peter-Paul-Straße 30 LageFlur: 31, Flurstück: 339/1 |                                                                                               | 1927                   | 52129 DDB  |
| weitere Bilder                          |                                                      | Peter-Paul-Straße 39/41 LageFlur: 32, Flurstück: 143, 144 |                                                                                               | 1595 bis 1605          | 52130 DDB  |
| weitere Bilder                          |                                                      | Peter-Paul-Straße 49 LageFlur: 31, Flurstück: 150/1 |                                                                                               | Anfang 18. Jahrhundert | 52131 DDB  |
|                                         |                                                      | Peter-Paul-Straße 51 LageFlur: 31, Flurstück: 158 |                                                                                               | Ende 18. Jahrhundert   | 52132 DDB  |
| weitere Bilder                          | Sog. Unfallkreuz                                     | Renzelstock o. Nr. LageFlur: 11, Flurstück: 3 |                                                                                               | 1735                   | 52177 DDB  |
| weitere Bilder                          | Ehem. Vogteikapelle                                  | Treisfurter Hof o. Nr. LageFlur: 7, Flurstück: 36 |                                                                                               |                        | 52161 DDB  |
| weitere Bilder                          | Schleusenwärterhaus                                  | Unterau 2, Unterau LageFlur: 4, Flurstück: 9/1, 9/2 |                                                                                               | 1842                   | 52072 DDB  |
| Ehem. Bahnwohnhaus                      | Ehem. Bahnwohnhaus                                   | Unterau 4 LageFlur: 4, Flurstück: 10/4 |                                                                                               | 1862                   | 52081 DDB  |
| weitere Bilder                          | Ehem. Schrankenwärterhaus                            | Unterau 6, Über Lahn Unterau LageFlur: 17, Flurstück: 21/3, 22/1 |                                                                                               | 1862                   | 52079 DDB  |
| weitere Bilder                          | Brunnen                                              | Weilburger Straße o. Nr.(Rathauseck) LageFlur: 31, Flurstück: 129/2 | Brunnen aus Lahnmarmor. Achteckiges Becken, Säule mit Krone, Eichelknauf und zwei Speiröhren. | 1827                   | 52133 DDB  |
| Loretto-Kapelle                         | Loretto-Kapelle                                      | Weilburger Straße o. Nr. LageFlur: 2, Flurstück: 20 |                                                                                               | 1876                   | 52150 DDB  |
| Gasthaus                                | Gasthaus                                             | Weilburger Straße 5 LageFlur: 31, Flurstück: 115/2 |                                                                                               | 1852                   | 52148 DDB  |
| weitere Bilder                          | Stollenportal                                        | Wilhelmsmühle o. Nr. LageFlur: 7, Flurstück: 67 |                                                                                               | 1833                   | 52162 DDB  |
| weitere Bilder                          | Kath. Pfarrkirche St. Peter und Paul, Alter Kirchhof | Zehntenstraße o. Nr., Peter-Paul-Straße LageFlur: 32, Flurstück: 287/23, 352/18, 353/18, 354/17 |                                                                                               | 1749                   | 52102 DDB  |
|                                         |                                                      | Zehntenstraße 7 LageFlur: 32, Flurstück: 123/1 |                                                                                               | 1725 bis 1775          | 52156 DDB  |
| Bild gesucht BW                         |                                                      | Zehntenstraße 15 LageFlur: 32, Flurstück: 83/1 |                                                                                               | 1725 bis 1775          | 52157 DDB  |
| Hausmadonna und Tafel                   | Hausmadonna und Tafel                                | Zehntenstraße (bei Nr. 19) LageFlur: 32, Flurstück: 223 |                                                                                               | 1895 bis 1905          | 52160 DDB  |
| weitere Bilder                          |                                                      | Zehntenstraße 23 LageFlur: 32, Flurstück: 78/3 |                                                                                               | 1625 bis 1675          | 52159 DDB  |
| Stadtmauer                              | Stadtmauer                                           | Zehntenstraße o. Nr. (Schulplatz) LageFlur: 32, Flurstück: 148/2 |                                                                                               | Ende 14. Jahrhundert   | 52134 DDB  |

### Weyer
| Bild                              | Bezeichnung                       | Lage                                                                                   | Beschreibung | Bauzeit                | Objekt-Nr. |
| --------------------------------- | --------------------------------- | -------------------------------------------------------------------------------------- | ------------ | ---------------------- | ---------- |
| Bild gesucht BW                   |                                   | Hohlstraße 4 LageFlur: 7, Flurstück: 46                                                |              | Ende 18. Jahrhundert   | 52236 DDB  |
| Bild gesucht BW                   |                                   | Hohlstraße 28 LageFlur: 7, Flurstück: 31                                               |              | Anfang 18. Jahrhundert | 52238 DDB  |
| Bild gesucht BW                   |                                   | Klosterstraße 7 LageFlur: 8, Flurstück: 243                                            |              | 1725 bis 1775          | 52239 DDB  |
| Bild gesucht BW                   |                                   | Klosterstraße 15 LageFlur: 8, Flurstück: 236/3                                         |              | 1825 bis 1875          | 52242 DDB  |
| Ev. Kirche                        | Ev. Kirche                        | Laubusstraße o. Nr. LageFlur: 9, Flurstück: 14                                         |              | 1910                   | 52250 DDB  |
| Bild gesucht BW                   |                                   | Laubusstraße 2 LageFlur: 7, Flurstück: 101                                             |              |                        | 52244 DDB  |
| Sog. Kammerrat, Schmidtsches Haus | Sog. Kammerrat, Schmidtsches Haus | Laubusstraße 4 LageFlur: 7, Flurstück: 102/2                                           |              | 1795 bis 1805          | 52246 DDB  |
| Bild gesucht BW                   |                                   | Laubusstraße 17 LageFlur: 9, Flurstück: 25                                             |              | Anfang 18. Jahrhundert | 52248 DDB  |
| Bild gesucht BW                   | Obermühle                         | Laubusstraße 62, Mühlwiesen, Laubusbach LageFlur: 2, Flurstück: 140/1, 140/2, 159, 163 |              | Anfang 19. Jahrhundert | 52249 DDB  |
| Bild gesucht BW                   | Ehem. Forsthaus                   | Untergasse 20 LageFlur: 6, Flurstück: 76                                               |              | 1904                   | 52252 DDB  |
| Bild gesucht BW                   |                                   | Villmarer Straße 1 LageFlur: 9, Flurstück: 12                                          |              | 1725 bis 1775          | 52253 DDB  |
| weitere Bilder                    | Jüd. Friedhof                     | Wingertsberg LageFlur: 7, Flurstück: 51                                                |              |                        | 52254 DDB  |